# Пащенко-Пасько Андрій Іванович
Пащенко-Пасько Андрій Іванович (7 липня 1887, м. Миргород, Полтавська губернія — після 1930) — український державний та церковний діяч, член Української Центральної Ради.
Закінчив церковнопарафіяльну школу з трьома похвальними листами. До 1907 р. жив при батькові та навчався одночасно у  Миргородській художньо-промисловій школі та на педагогічних курсах. Після закінчення курсів став вчителювати в Ковенській початковій школі та був секретарем педагогічної ради школи. Екстерном склав іспити на вчителя середньої школи та став викладати на педагогічних курсах при цій самій школі, у дівочій гімназії та на педагогічних литовських курсах «Sanie» теж у м. Ковно. У вільний від лекцій час готувався до вступу у Петербурзьку академію мистецтв. Був зарахований до академії, але через брак коштів не зміг навчатися. Працював учителем Вимислинської педагогічної семінарії (Ліпновський повіт, Плоцька губернія), де викладав методику художніх предметів та історію мистецтва.
1916 р. закінчив Псковську школу прапорщиків та отримав звання прапорщика. Служив поручиком 437-го Сестрорецького полку ХІІ армії (Північний фронт). У 1917 р. захворів та був направлений на лікування до військового шпиталю на Печерську в м. Києві. Через хворобу був демобілізований. Обраний членом Всеукраїнської ради військових депутатів та Української Центральної Ради. Восени 1917 р. на запрошення Спілки вчителів почав працювати у Генеральному секретаріаті освіти. Одночасно навчався на курсах українознавства, які були організовані на Солом'янці Генеральним секретаріатом освіти. Після закінчення курсів був призначений учителем школи мистецтва на Деміївці. У 1918 p., уникаючи мобілізації до гетьманської армії, втік з Києва до Миргорода, переховувався на околицях міста. Створив загін для боротьби з німцями та гетьманцями, до якого увійшло близько 100 осіб. Був обраний командиром цього загону. Згодом виїхав на лікування до Києва, де у 1918 р. став студентом Академії мистецтв. Навчався у майстерні професора Михайла Жука.
20 квітня 1922 р. у Софійському соборі м. Києва висвячений єпископом Григорієм Стороженком у священики УАПЦ. 20 травня 1922 р. — 4 грудня 1922 р. стажувався при соборі Святої Софії в м. Києві. 24 лютого 1924 р. у храмі Свято-Успенської церкви в с. Пісках Роменського округу був возведений у сан протоієрея. 4 грудня 1922 р. призначений настоятелем цього храму.
1 жовтня 1929 р. заарештований Роменським міським відділом ДПУ УСРР. Обвинувачувався в тому, що упродовж останніх років систематично проводив контрреволюційну агітацію, спрямовану проти радянської влади та пропагував ідеї створення незалежної України.
27 березня 1930 р. судовою трійкою при колегії ДПУ УСРР засуджений за ст. 54-10 КК УСРР до 10 років позбавлення волі. Покарання відбував в [[Ухта-Печорському виправному таборі ОДПУ, де працював креслярем геологічної секції та на колекторі бурових установок.
2 листопада 1989 р. реабілітований.
Дружина — Пащенко Ольга Степанівна.